# Dan Mintz
Daniel Alexander Mintz, detto Dan (Anchorage, 25 settembre 1981), è un comico, scrittore e attore statunitense.
È conosciuto per il suo sguardo estremamente impassibile, tenendo gli occhi fissi davanti a sé e mai guardando verso la telecamera o il pubblico. E uno dei pochi comici (come Henny Youngman, Steven Wright, Demitri Martin, e Mitch Hedberg) a non utilizzare il sequitur one-liner nelle sue scene.
Ha ottenuto il suo primo lavoro da scrittore a Yankers Crank, poi ha lavorato al Last Call with Carson Daly. È stato uno scrittore per il The Andy Milonakis Show, Human Giant, Lucky Louie, e Important Things with Demetri Martin.
Il 15 maggio 2007, Mintz, è apparso al Late Night with Conan O'Brien.
Dan ha registrato uno speciale per Comedy Central Presents, in onda il 28 marzo, 2008.
Attualmente, presta la voce a Tina nella serie animata Bob's Burgers. È uno scrittore e consulente per Jon Benjamin Has a Van. Vive a Los Angeles, California.